# Калман Тот
 Калман Тот (мађ. Tóth Kálmán; Сомбатхељ, 13. август 1944) бивши је мађарски фудбалер, репрезентативац. За клуб и репрезентацију је играо на позицији одбрамбеног играча.

## Каријера

### Клуб
Између 1964. и 1969. био је фудбалер Националне гарде Хонведа, где је са тимом био други у лиги 1969. и финалиста домаћег купа 1968. и 1969. године. Између 1970. и 1974. играо је у тиму Татабања Бањас. Био је финалиста купа мађарске 1972. и освајач Купа Централне Европе 1973. и 1974. године. Између 1975. и 1979. играо је у екипи Будафоки МТЕ у другој лиги. Престао је са активним фудбалом у Демшеду 1982. године. Од 1980. био је моторна управљачка снага будимпештанског Хонведа и Кишпешт-Хонведа.

### Репрезентација
Године 1972. играо је 5 пута за олимпијску репрезентацију Мађарске која је освојила сребрну медаљу на Олимпијским играма у Минхену, али се само три од њих рачунају као званичне утакмице. Против репрезентације Немачке је постигао један гол.

## Достигнућа
Хонвед
- Прва лига Мађарске у фудбалу: 
  - други:1969,
- Мађарски куп:
  - финалиста: 1972/73.
- Куп победника купова у фудбалу:
  - четвртфинале: Куп победника купова у фудбалу 1965/66.
- Митропа куп:
  - победник: 1973, 1974

Мађарска
- Олимпијске игре: 1972 (сребрна медаља)[4]